# 莎婉雅·派桑帕亞
莎婉雅·派桑帕亞（羅馬化：Sawanya Paisarnpayak，2001年10月10日—），小名娜娜（羅馬化：Nana），為泰國女演員及歌手，原為Nadao Bangkok旗下演員，現簽約The One Enterprise。

## 早期生活
Nana於2001年10月10日出生於泰國曼谷廊鑒縣。初中畢業於曼谷什魯斯伯里國際學校，後來於16歲時參加大學入學考試，就讀朱拉隆功大學的傳播藝術學院，並在2022年畢業。

## 演藝經歷
Nana是Nadao Bangkok旗下的女演員，2018年於戲劇《酒店風雲》飾演Meimei，當年還憑藉此劇獲得第十屆泰國皇家戲劇獎的最佳女配角獎。
2020年，因在電視劇《模犯生》中飾演“Grace”而聞名。
2022年，Nana首度進軍大螢幕，於電影《猛鬼大學：第2學期》及《Anne的多重恐懼》中擔綱主演。

## 影視作品

### 電視劇
| 首播年份 | 戲名                           | 戲名   | 播放平台    | 角色                        | 備註                 |
| 首播年份 | 譯名                           | 原文名 | 播放平台    | 角色                        | 備註                 |
| 2018年   | 《酒店風雲》                   |        | One 31      | Nicha Jiraanan （Meimei）   | 主演                 |
| 2019年   | 《愛的警報器》                 |        | One 31      | Tantawan （少女）           | 客串 （第1、3、6集） |
| 2020年   | 《模犯生》                     |        | One 31      | Grace                       | 主演                 |
| 2021年   | 《仇恨標籤: #harass(com)ment》 |        | Amarin TV   | Kwang                       | 主演 （第7集）       |
| 2022年   | 《我的拼圖》                   |        | Ch3Thailand | Min                         | 主演                 |
| 2023年   | 《壞愛》                       |        | One 31      | Jiraporn Jenprasert （Jen） | 配角                 |
| 2024年   | 《金色宮殿》                   |        | One 31      | Rinthong Worathip （Lek）   | 主演                 |
| 2024年   | 《愛情課程010》 （剪輯版）     |        | One 31      | Toon                        | 配角                 |
| 2024年   | 《奇愛遊戲》                   |        | One 31      | Alisa                       | 配角                 |

### 網路劇
| 首播年份 | 戲名                       | 戲名   | 播放平台 | 角色   | 備註           |
| 首播年份 | 譯名                       | 原文名 | 播放平台 | 角色   | 備註           |
| 2018年   | 《社交網路：倉鼠》         |        | LINE TV  | Kaohom | 主演 （第3集） |
| 2024年   | 《愛情課程010》 （完整版） |        | oneD     | Toon   | 配角           |

## 外部連結
- 莎婉雅·派桑帕亞的Instagram帳戶（泰文）